# Condaminea microcarpa
Espèce
Synonymes
- Macrocnemum microcarpum Ruiz & Pav.[1]

Statut de conservation UICN

 VU D2 : Vulnérable
Condaminea microcarpa est une espèce de plantes de la famille des Rubiaceae.

## Publication originale
- Prodromus Systematis Naturalis Regni Vegetabilis 4: 402. 1830.